# 湖北卫视
湖北卫视，为湖北电视台的第一套节目，是湖北广播电视台下属的一个主力电视频道，同时以高清、标清制式播出，全天24小时广播。
该频道通过中星6A、中星9號卫星覆盖全国，并通过亞太5號卫星覆盖东南亚、中亚、大洋洲以及太平洋地区。

## 歷史
湖北卫视是湖北广播电视台的卫星频道，1997年1月1日上星播出。2011年7月1日，高清版本的湖北卫视在湖北当地试播。2012年1月1日，湖北卫视换标，并推出如《我爱我的祖国》等新节目。2012年9月28日，经广电总局批准，湖北卫视高清频道正式上星播出。
香港方面，湖北衛視於UTV 603頻道播放。

## 争议
在2019冠状病毒病疫情期间，湖北卫视播出《众志成城战疫情》特别报道，大篇幅报道疫情最新情况。然而在2020年3月2日晚，在特别报道节目刊登采访者信息时，出现了“江苏省合肥市”的错误，一度引发争议。除了湖北卫视，湖北广电旗下的湖北经视、湖北公共等频道联动推出的疫情特别节目，亦出现了多处错误。一些网友认为，湖北新闻媒体从业者总体素质处于低下水平。

## 外部連結
- 官方网站